# Loud (Timo Maas)
Loud è un album di Timo Maas pubblicato nel 2001. Aveva precedentemente pubblicato album di materiale di altri artisti che ha remixato ma questo per Loud è il suo album di debutto.
Nel Regno Unito, l'album ha raggiunto la posizione n. 41 nella classifica degli album del Regno Unito il 16 marzo 2002 e tre singoli dell'album hanno raggiunto la classifica dei singoli nel Regno Unito nello stesso anno: "To Get Down" (# 14), "Shifter" (# 38) e "Help Me" (# 65). Negli Stati Uniti, l'album è arrivato alla numero #47 nella classifica degli album di Billboard Heatseekers e numero #7 nella classifica dei migliori album elettronici. Due canzoni dell'album, "To Get Down" e "Shifter", hanno colpito la classifica Play Billboard Hot Dance Club.

## Accoglienza
John Bush di AllMusic dà all'album quattro stelle su cinque, ma altre recensioni sono state più contrastanti. Sean Meddel di Lunar Magazine scrive che Maas "fa quasi tutto bene" ma Entertainment.ie si lamenta che, tranne "Help Me", l'album contiene "più sudore che ispirazione" e che il "risultato è un mix confuso di generi elettronici che gli impulsi "generano pochi momenti emozionanti ma non riescono in gran parte a impostarli".
Numerosi recensori hanno notato una musica distintiva dagli anni ottanta alla musica di Loud. La prima traccia, "Help Me", "una colonna sonora di fantascienza anni '50 con theremin e trombe", presenta la voce di Kelis e anche un campione della musica del titolo di "The Day the Earth Stood Still", composto da Bernard Hermann. Altri interpreti ospiti dell'album includono MC Chickaboo, Martin Bettinghaus e Finley Quaye.

## Tracce
1. Help Me (feat. Kelis) (Maas, Buttrich, Rogers, Hermann)
2. Manga
3. Hash Driven
4. Shifter (feat. MC Chickaboo) (Maas, Buttrich, Green)
5. Hard Life
6. That's How I've Been Dancin' (feat. Martin Bettinghaus) (Maas, Buttrich, Bettinghaus)
7. We Are Nothing (Maas, Buttrich, Alexander)
8. Old School Vibes
9. O.C.B.
10. To Get Down (Maas, Buttrich, Hagemeister, Barnes)
11. Ubik: The Breakz (feat. Martin Bettinghaus) (Maas, Buttrich, Bolleshon, Bettinghaus)
12. Like Love
13. Caravan (feat. Finley Quaye) (Maas, Buttrich, Quaye)
14. Bad Days